# Agathe Uwilingiyimana
Agathe Uwilingiyimana (pronunciat uwiliɲɟijimɑ̂ːnɑ) (Butare, Ruanda, 23 de maig de 1953 - Kigali, Ruanda, 7 d'abril de 1994), de vegades coneguda com a Madame Agathe, era una política ruandesa. Va servir com a primera ministra de Ruanda des del 18 de juliol de 1993 fins al seu assassinat el 7 d'abril de 1994, durant les primeres etapes del genocidi ruandès. Fou la primera cap de govern femení de Ruanda.

## Primers anys
Agathe Uwilingiyimana, una de les dones més influents de la història ruandesa, va néixer el 1953 al poble de Nyaruhengeri, gairebé 140 km al sud-est de Kigali, la capital de Ruanda, de pares agricultors. Poc després de néixer, la família va emigrar de Butare per treballar al Congo Belga. El seu pare va traslladar la família a Butare quan Uwilingiyimana tenia quatre anys. Després de l'èxit en els exàmens públics, es va educar a l'escola secundària de Notre Dame des Cîteaux i va obtenir el certificat per a ensenyar humanitats als 20 anys.
El 1976 va aconseguir un diploma de batxillerat en matemàtiques i química. Va treballar com a professora de matemàtiques a Butare. El mateix any es va casar amb Ignace Barahira, un company d'estudis de la seva vila. El seu primer fill va néixer al cap d'un any; tindrien cinc fills.

## Arribada a primera ministra
El 1986 va crear una Societat Cooperativa de Sororitat i Cooperació entre el personal de l'escola acadèmica de Butare i el seu paper d'alt perfil en l'organització d'autoajuda la va assenyalar davant de les autoritats de Kigali que volien nomenar els responsables d'organitzar els descontents del sud del país. El 1989 es va convertir en directora del Ministeri de Comerç.
Es va incorporar al Moviment Democràtic Republicà (MDR), un partit d'oposició, el 1992 i quatre mesos després va ser nomenada ministra d'Educació per Dismas Nsengiyaremye, el primer ministre de l'oposició en virtut d'un esquema de repartiment de poder negociat entre el president Juvénal Habyarimana i cinc grans partits de l'oposició. Com a ministra d'educació, va abolir el sistema de quota ètnica acadèmica, concedint places d'escola pública i beques per rànquing de mèrits oberts. Aquesta decisió li va guanyar l'enemistat dels partits extremistes hutus.
El 17 de juliol de 1993, després d'una reunió entre el president Habyarimana i els cinc partits, Agathe Uwilingiyimana es va convertir en la primera dona primera ministra de Ruanda, en substitució del Dr. Nsengiyaremye, l'home que l'havia designada ministra d'Educació i l'exoneració del qual era impopular amb els altres partits. El dia del seu nomenament, Nsengiyareme va suspendre la militància al MDR d'Uwilingiyimana, que s'havia oposat a la formació de qualsevol govern interí excloent el rebel Front Patriòtic Ruandès (FPR).

## Acords d'Arusha
El govern d'Habyarimana-Uwilingiyimana encara era dominat pels hutus i tenia la desesperada tasca de negociar amb èxit un acord de pau amb el Front Patriòtic Ruandès (FPR), el moviment guerriller dominat pels tutsi. Un acord entre Habyarimana, els cinc partits de l'oposició (dirigida ostensiblement per Uwilingiyimana) i el FPR fou finalment assolit el 4 d'agost de 1993. Segons els "acords d'Arusha", el governamental MRND ocuparia la presidència de transició, i el primer ministre seria Faustin Twagiramungu del MDR.

## Primer ministre provisional
El president Habyarimana la va destituir oficialment com a primera ministra divuit dies després del seu nomenament pel càrrec, però hi va romandre durant vuit mesos fins que va morir l'abril de 1994. Tot i això, va ser excoriada per tots els partits dominats pels hutus, incloent-hi el seu propi MDR i el partit governant del president Habyrimana, que va oferir una conferència de premsa el gener de 1994 en què atacava Uwilingiyimana per ser una "destructora política".
El jurament del "Govern Transicional Ampliat", o BBTG, havia d'haver tingut lloc el 25 de març de 1994. En aquest punt, Uwilingiyimana havia de renunciar a favor de Faustin Twagiramungu, havent-li garantit un càrrec ministerial de menor nivell en el nou govern. No obstant això, el FPR no va aparèixer en la cerimònia, posposant l'establiment del nou règim. Va arribar a un acord amb ells que el nou govern juraria l'endemà.

## Assassinat
Les converses entre el president Habyarimana, Uwilingiyimana i el Front Patriòtic Ruandès no van concloure mai, i l'avió del president va ser derrocat per coets a les 8:30 p.m. del 6 d'abril de 1994. Des de la mort d'Habyarimana fins a l'assassinat d'Uwilingiyimana l'endemà al matí (aproximadament 14 hores), la primera ministra Uwilingiyimana va ser la cap de govern constitucional de Ruanda.
En una entrevista a Radio France a la nit de l'assassinat del president Habyarimana, Uwilingiyimana va dir que hi hauria una investigació immediata. També va dir, en les seves últimes paraules gravades:
| « | Hi ha trets, la gent està terroritzada, la gent està a les seves cases estirada a terra. Estem patint les conseqüències de la mort del cap d'estat, crec. Nosaltres, els civils, no som de cap manera responsables de la mort del nostre cap d'estat. | » |

La força de manteniment de la pau de les Nacions Unides va enviar una escorta de deu cascs blaus belgues a casa seva abans de les 3 del matí següent; intentaven portar-la a Radio Rwanda, des d'on pretenia difondre una crida a la calma nacional a l'alba. La casa d'Uwilingiyimana era vetllada per cinc cascs blaus de Ghana, que estaven estacionats a l'exterior. A l'interior de la casa, la família estava protegida per la guàrdia presidencial ruandesa, però entre les 6:55 i les 7:15 a.m., la guàrdia presidencial va envoltar els cascs blaus i els va dir que deixessin les armes. Aquests lliuraren les armes abans de les 9 del matí.
En veure el que passava fora de casa, Uwilingiyimana i la seva família es van refugiar al compost de voluntaris de l'ONU a Kigali al voltant de les 8 del matí. Els testimonis oculars de la investigació sobre les accions de l'ONU diuen que els soldats ruandesos van entrar al compost a les 10 del matí i van buscar Uwilingiyimana. Tement per la vida dels seus fills, Uwilingiyimana i el seu marit van sortir; ambdós van ser assassinats per la guàrdia presidencial el matí del 7 d'abril de 1994. Els seus fills van escapar i es van refugiar a Suïssa. En el seu llibre Me Against My Brother Scott Peterson escriu que els soldats de l'ONU enviats a protegir Uwilingiyimana van ser castrats, emmordassats amb els seus propis genitals i després assassinats.

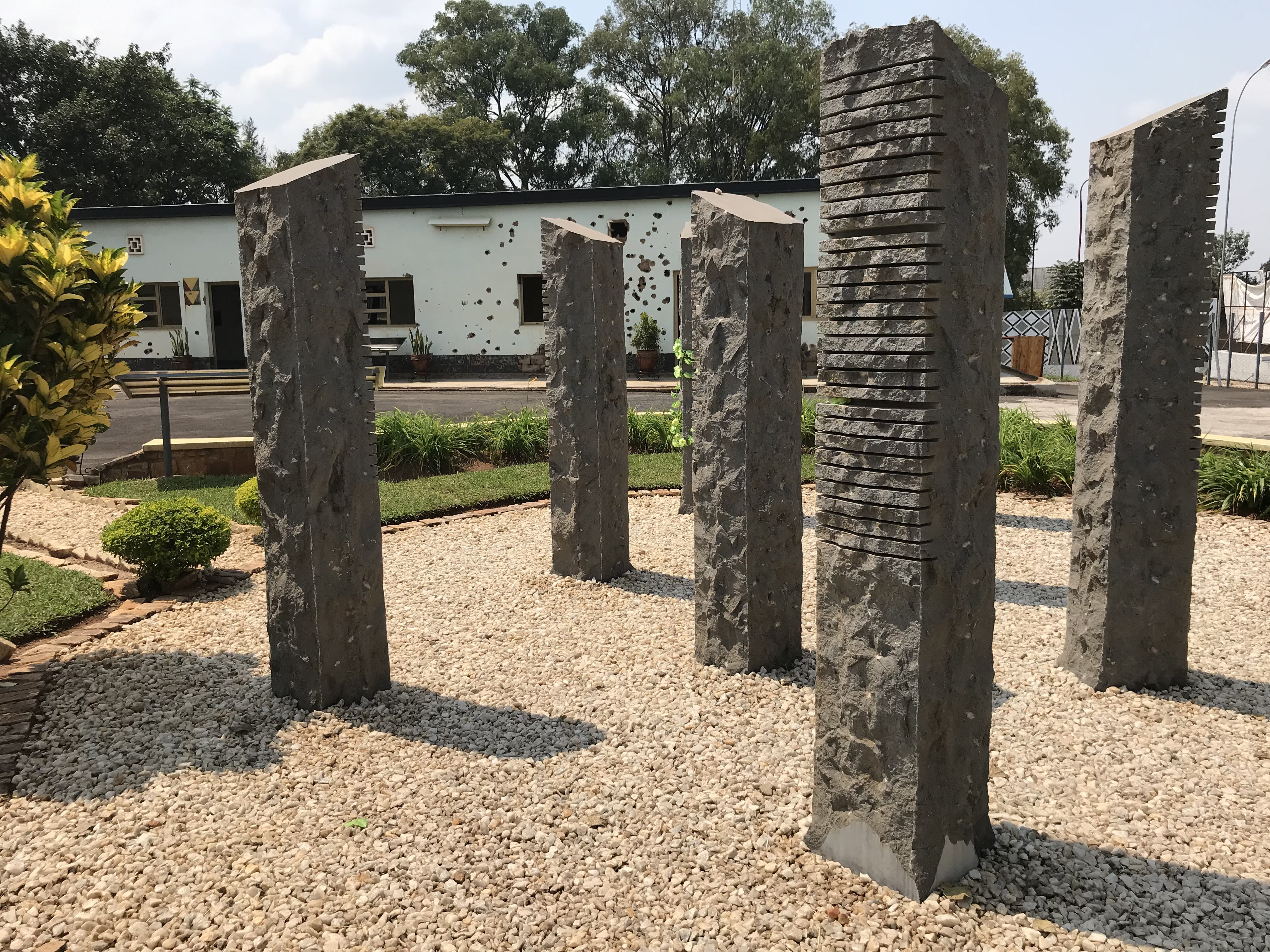
Campament en memòria de les forces de pau belgues a Kigali

En el seu llibre J'ai serré la main du diable, el comandant de l'ONU Roméo Dallaire va escriure que Uwilingiyimana i el seu marit es van entregar per salvar els seus fills, que es van quedar amagats en el recinte habitable adjunt per als empleats del Programa de les Nacions Unides per al Desenvolupament. Els nens van sobreviure i van ser recollits pel capità Mbaye Diagne, un observador militar de UNAMIR, que els va introduir a l'Hôtel des Mille Collines. Foren enviats a Suïssa.
El major Bernard Ntuyahaga va ser acusat pel Tribunal Penal Internacional per a Ruanda (TPIR) per l'assassinat d'Uwilingiyimana i els cascs blaus, però els càrrecs van ser sobresseïts. Va ser finalment condemnat per l'assassinat de les tropes de manteniment de pau. El 18 de desembre de 2008 el TPIT va trobar al coronel Théoneste Bagosora culpable de genocidi, crims contra la humanitat i crims de guerra i sentenciat a cadena perpètua, en part a causa de la seva participació en els assassinats d'Uwilingiyimana i els cascs blaus belgues.

## Llegat
Encara que curta, la seva carrera política va establir un precedent, sent una de les poques figures polítiques femenines d'Àfrica. Va ser contemporània amb Sylvie Kinigi, primera ministra de Burundi. Com a memorial dels primers ministres difunts de Ruanda, el Forum for African Women Educationalists (FAWE) va establir "The Agathe Innovative Award Competition". El premi finança projectes educatius i genera ingressos destinats a millorar les perspectives de les noies africanes. Un dels membres fundadors de la FAWE va ser Agathe Uwilingiyimana.